# Gerhard von Breitenbach
Gerhard von Breitenbach (* 7. Mai 1886 in Altona als Gerhard Breitenbach; † 20. Juni 1974 in München) war ein Politiker der Zentrumspartei und Landrat des Kreises Limburg.

## Leben
Gerhard Breitenbach wurde am 7. Mai 1886 in Altona geboren. Seine Eltern waren Paul von Breitenbach und dessen Ehefrau Christina Johanna Elvira von Breitenbach. Sein Vater wurde 1909 als preußischer Minister der öffentlichen Arbeiten in den erblichen Adelsstand aufgenommen, seitdem führt die Familie den Zusatz ‚von‘ im Namen.
Gerhard von Breitenbach besuchte Gymnasien in Hamburg, Mainz, Köln und Quakenbrück. 1907/1908 leistete er einen freiwilligen Wehrdienst, denn er mit dem Rang Oberleutnant der Reserve beendete. Danach begann er mit dem Studium der Rechtswissenschaften an der Ruprecht-Karls-Universität Heidelberg, Humboldt-Universität zu Berlin und Christian-Albrechts-Universität Kiel. Er war seit 1907 Mitglied des Corps Guestphalia Heidelberg. Seinen juristischen Vorbereitungsdienst beim Landgericht Groß-Lichterfelde bei Berlin schloss er im Januar 1916 mit Prädikat ab.
Im Ersten Weltkrieg war er in der Zivilverwaltung des Generalgouvernements Belgien eingesetzt. Nach seiner Entlassung aus der Armee 1918 nahm er eine Stelle als Regierungsassessor beim Regierungsbezirk Koblenz an. Er arbeitete auf verschiedenen Dienststellen der preußischen Verwaltung. Vom 25. Oktober 1923 bis zum 8. Oktober 1924 musste er nach der französischen Besetzung des Rheinlandes Koblenz verlassen. Breitenbach zog vorübergehend nach Hannover um.
Am 11. Dezember 1924 übernahm von Breitenbach die Stelle eines kommissarischen Landrates des Kreises Limburg. Durch den Kreistag wurde er am 26. März 1925 offiziell gewählt. Breitenbach verlegte am 18. April 1925 seinen Wohnsitz endgültig von Hannover nach Limburg an der Lahn.

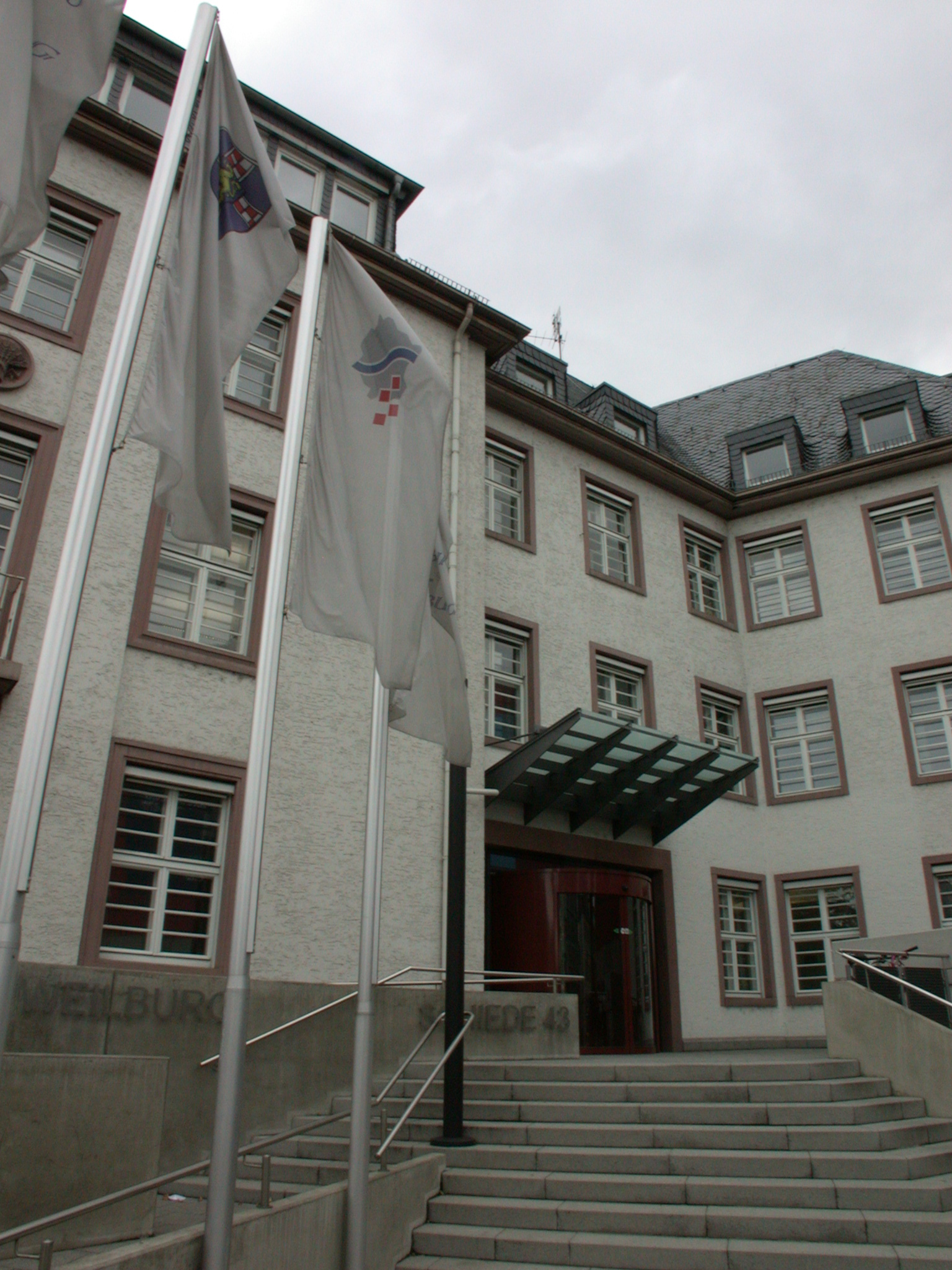
Der heutige Haupteingang des Kreishauses in Limburg

Sein Amt trat er während eines wirtschaftlichen Aufschwungs an. Eine der ersten größeren Amtshandlungen von Breitenbachs war der Bau des Kreishauses für sämtliche Behörden der Kreisverwaltung 1925/1926. Während seiner Tätigkeit als Landrat, zur Zeit der Weimarer Republik, konnte sich Gerhard von Breitenbach auf eine Koalition aus der Mehrheitspartei Zentrum und der Wirtschaftspartei stützen. Zum Vorsitzenden der Sozialdemokratischen Partei im Kreis und Bürgermeister von Niederselters, Adam Gräf, hatte er ein vertrauensvolles Verhältnis.
Mit Einsetzen der Weltwirtschaftskrise endete der wirtschaftliche Aufschwung. Die Kreisverwaltung unter von Breitenbach förderte Projekte des freiwilligen Arbeitsdienstes für den Straßenbau. In dieser Zeit wurden unter anderem die Straße von Niederselters nach Eisenbach und von Lahr nach Heckholzhausen realisiert. Wie im übrigen Deutschland kam es auch im Kreis Limburg zu einer Radikalisierung zwischen Nationalsozialisten und Kommunisten der von Breitenbach durch verstärken Polizeieinsatz abzuhelfen hoffte.
Nach der Machtübernahme 1933 kam es am 12. März 1933 zu Kommunalwahlen. Diese erbrachten im Kreis nicht überall das von der NSdAP beabsichtigte Ergebnis. Von Breitenbach wurde durch den Wiesbadener Regierungspräsidenten Werner Zschintzsch genötigt, die Bürgermeister von Eisenbach, Erbach, Hausen, Niederbrechen, Niederselters, Oberbrechen und Schwickershausen abzusetzen. Er zögerte bis zum 30. März 1933, die notwendigen Urkunden auszustellen, da dieses aufgrund der geltenden Rechtslage im Freistaat Preußen nicht möglich war.
Die Entscheidungskompetenz im Kreis wurde zunehmend vom Landrat auf die Partei übertragen. Um sich in seinem Amt halten zu können, stellte von Breitenbach am 29. April 1933 Antrag auf die Parteimitgliedschaft in der NSdAP, die jedoch abgelehnt wurde. Im Sommer 1934 beauftragte Regierungspräsident Werner Zschintsch den Limburger Rechtsanwalt und NSdAP-Mitglied Protzmann, die Geschäftsführung des Landrates von Breitenbach zu beaufsichtigen. Im November 1934 versetzte Regierungspräsident Werner Zschintsch Gerhard von Breitenbach mit 48 Jahren in den vorläufigen Ruhestand. Vier Wochen nach seiner Versetzung in den Ruhestand wurde von Breitenbach mit der Leitung des Gemeindeprüfungsamtes der Regierung Hannover beauftragt. Am 1. März 1935 verließ er Limburg und zog nach Hannover um.
Im Jahr 1939 als Landrat z.D. zum Oberpräsidium Breslau überwiesen, übernahm er dort im April 1940 eine Stelle als Regierungsdirektor beim Oberpräsidium in Breslau.
Nach Kriegsende fand von Breitenbach ab Mai 1946 als Regierungsdirektor in Montabaur Beschäftigung. In dieser Funktion versah er auch in der Zeit vom 5. April bis zum 31. Mai 1946 auf Weisung der französischen Militärregierung die landrätlichen Dienstgeschäfte des Unterlahnkreises mit Sitz in Diez. Auf Vorschlag von Wilhelm Boden und mit dem Einverständnis der Besatzungsmacht wurde von Breitenbach schließlich am 24. Mai 1946 als ständiger Vertreter der beiden obersten Beamten des Präsidiums der Regierung in Montabaur berufen.